# Wat Pa Dara Phirom
Wat Pa Dara Phirom (Thai: วัดป่าดาราภิรมย์ – IPA: wat paː daː-raː pʰi-rom) is een boeddhistische tempel (wat) in Mae Rim in de Thaise provincie Chiang Mai. De naam wordt ook wel als Wat Pa Darabhirom geschreven. Het is een koninklijke tempel van de eerste klasse.

## Ligging
Wat Pa Dara Phirom ligt  in Mae Rim aan het irrigatiekanaal, circa 15 kilometer ten noorden van de stad Chiang Mai.

## Korte beschrijving
Kolossale Singhs (leeuwen) bewaken de ingang van dit tempelcomplex.
Direct links van de ingang is het grote wihan-gebouw, dat een ongebruikelijke noord-zuid oriëntatie heeft, met de ingang aan de noordzijde.
In de wihan bevindt zich een groot aantal Boeddhabeelden, waarvan een aantal met edelstenen bezet is.
Op het terrein bevindt zich verder een ubosot-gebouw.
Dit gebouw staat op een ommuurd plateau, waarvan de toegang wordt bewaakt door niet vaak voorkomende mom-figuren.
Ook ongebruikelijk is dat het gebouw 90° rechtsom gedraaid is ten opzichte van de wihan (als de ubosot niet dezelfde oriëntatie heeft als de wihan, is dit meestal 90° linksom).
Ook is er een chedi die toegankelijk is; deze bevat een grote Boeddha-voetafdruk.
Wederom iets ongebruikelijks: de chedi staat niet achter de wihan.
Een informatie-plaquette vermeldt dat de abt van deze tempel tevens patriarch-abt van het noorden is, alsmede abt van Wat Chedi Luang.

## Foto's

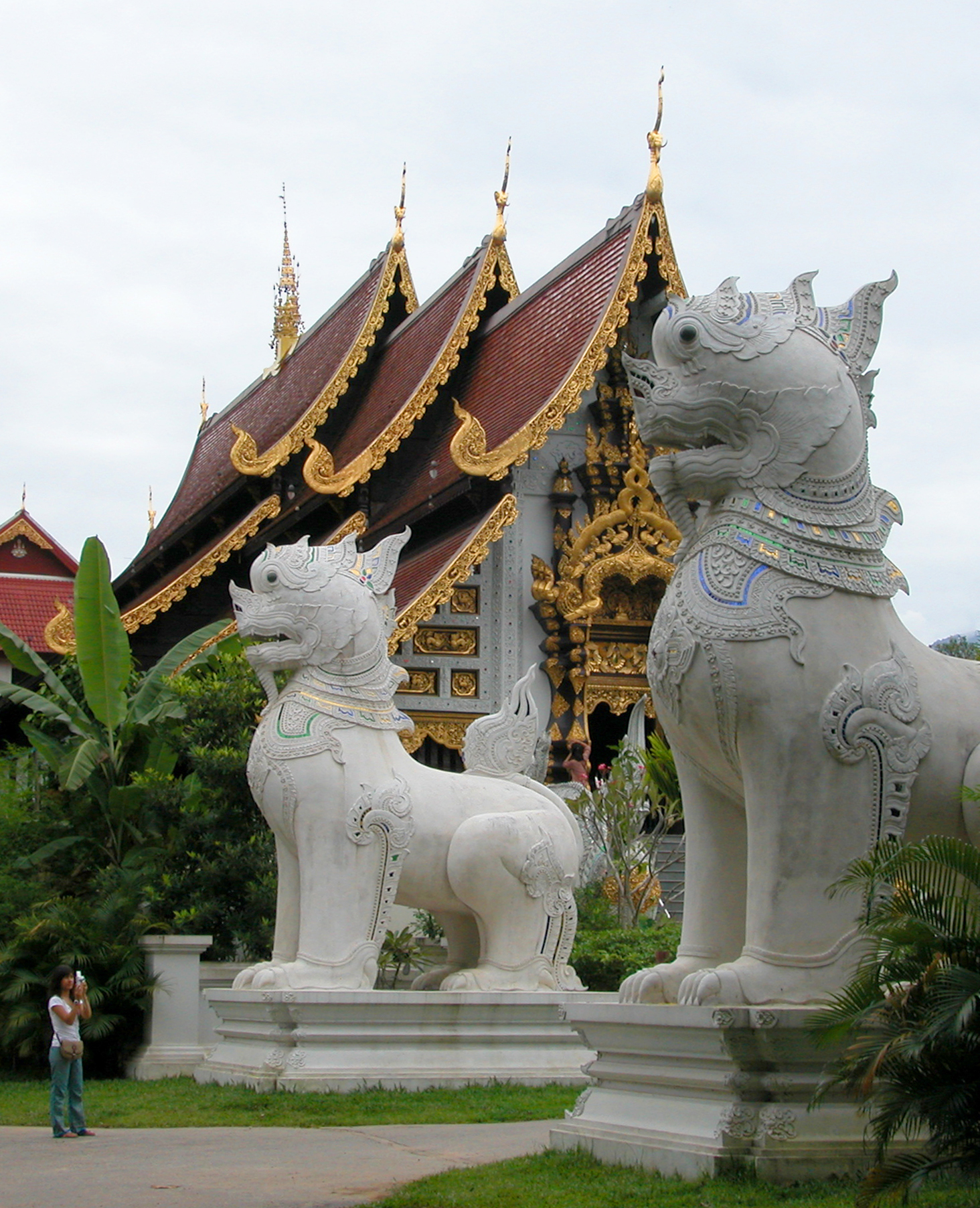
De kolossale Singh's bij de ingang
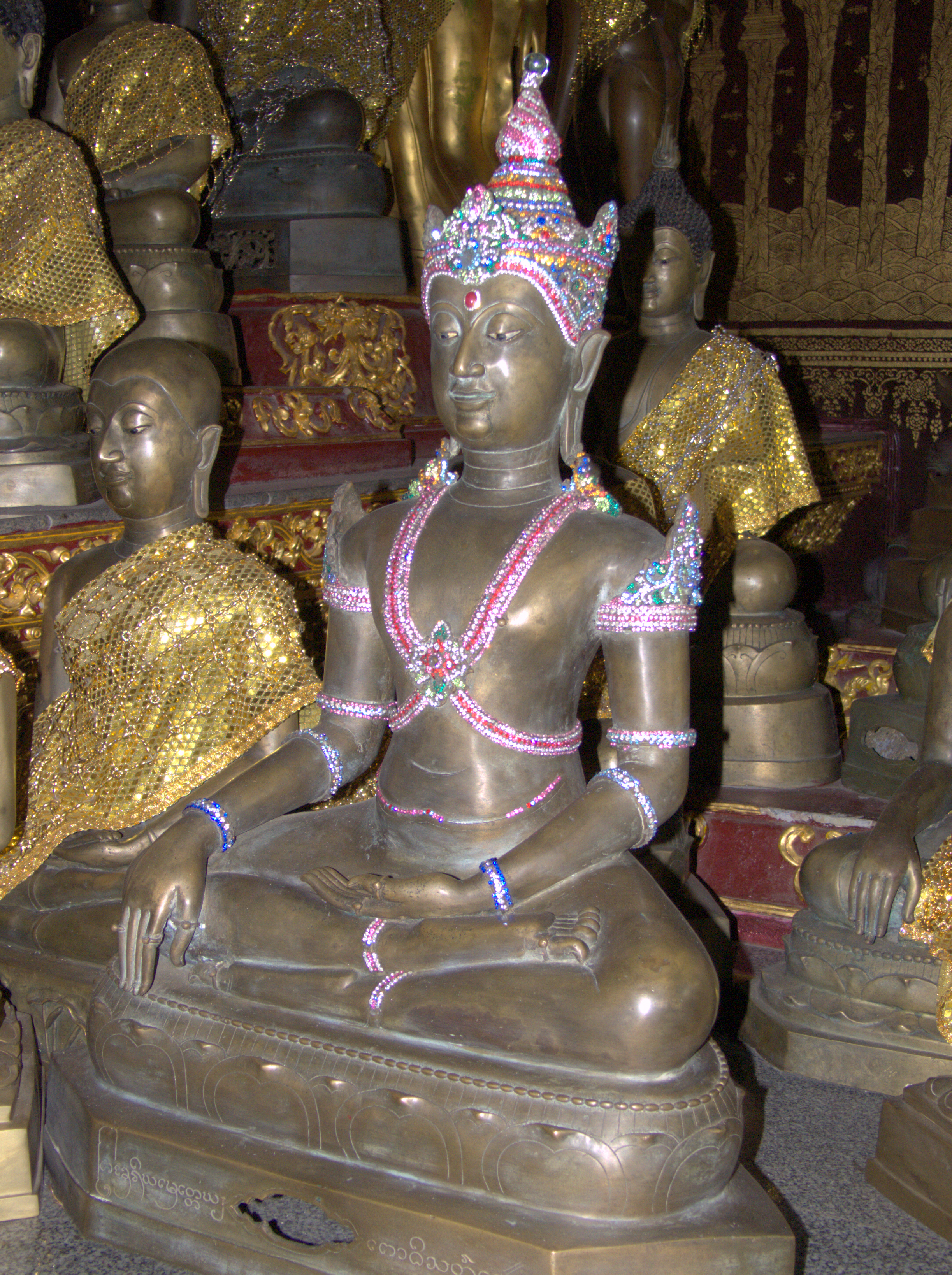
Een van de met edelstenen bezette Boeddhabeelden in de Wihan
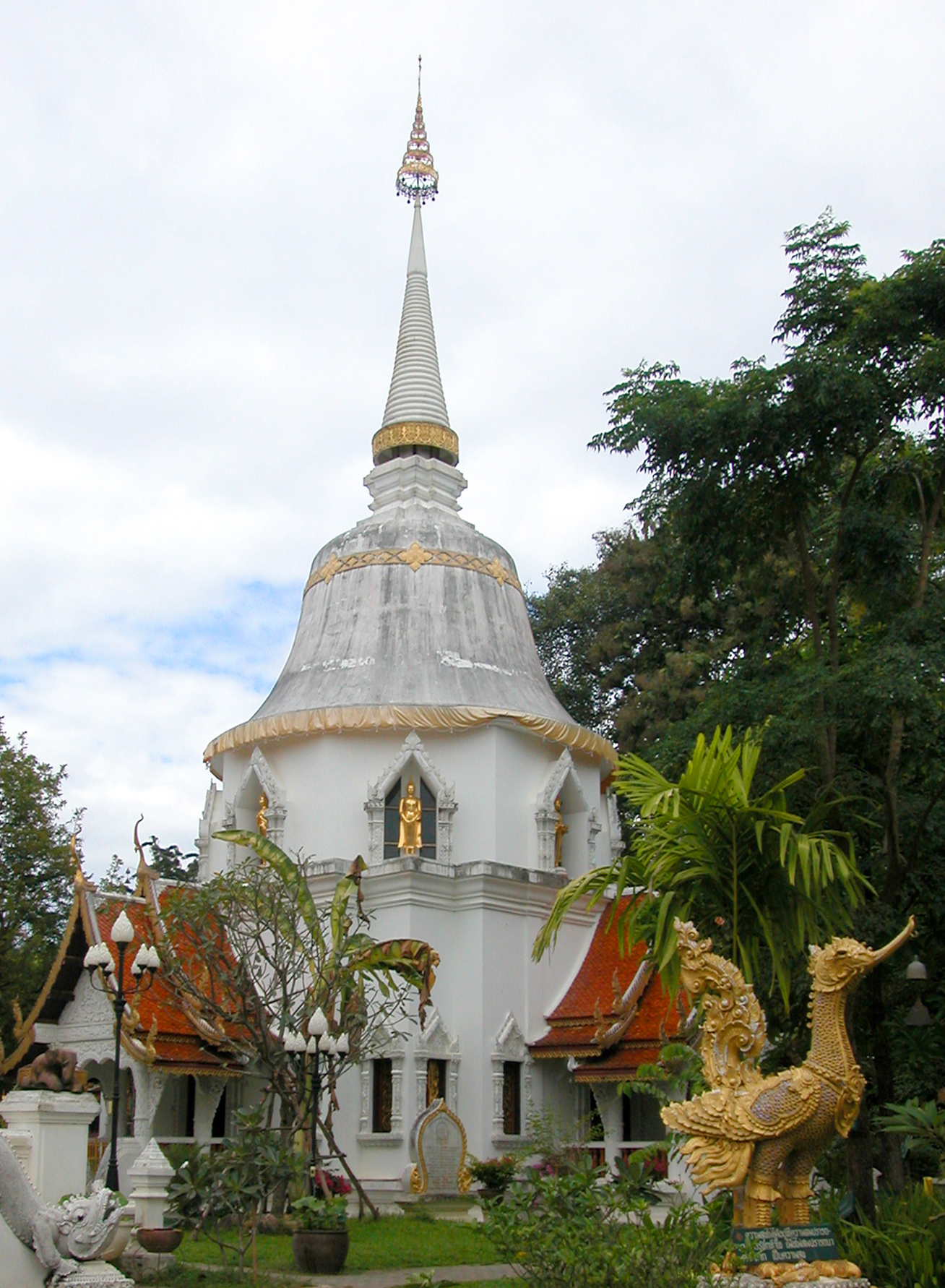
De Chedi met de Boeddha-voetafdruk
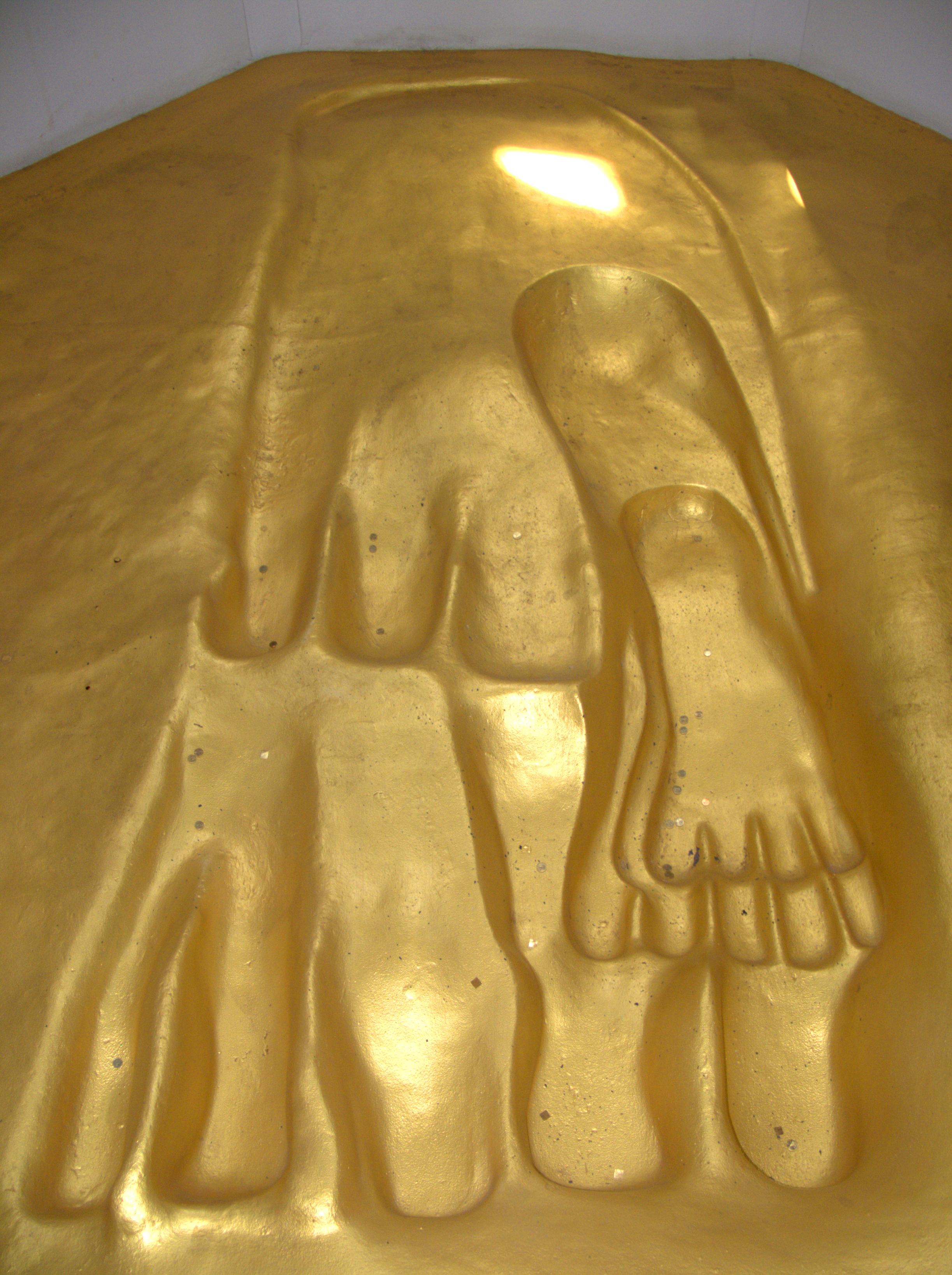
De Boeddha-voetafdruk in de Chedi